# WWA極東ヘビー級王座
WWA極東ヘビー級王座（ダブリュー・ダブリュー・エーきょくとうヘビーきゅうおうざ）は、韓国プロレスリング連盟が管理、認定している王座。

## 歴史

### 大木金太郎時代
1963年、力道山が急死した後、大木金太郎は自身が力道山の正当な後継者であると主張した（韓国出身の大木は、力道山とは同じ朝鮮半島出身の師弟の関係になる。ただし、力道山が朝鮮半島出身であることは公表されていなかった）。大木は力道山が保持していたインターナショナル・ヘビー級王座戴冠を望んだが、日本プロレスの首脳はそれを却下。その代替策として日本プロレスは極東ヘビー級王座を、大木が主宰していた大韓プロレス協会との共認で新設。1965年8月、ソウルで初代王座決定トーナメントが行われ、6日の1回戦で長沢秀幸、7日の準決勝で吉村道明、10日の決勝で芳の里に勝利した大木が初代王者になった。
王座獲得以降はカール・カールソン、リッパー・コリンズ、ジョー・スカルパ、キラー・カール・コックス、ターザン・ゾロなどを相手に韓国と日本で防衛戦を行ったが、インターナショナル・ヘビー級王座を受け継いだジャイアント馬場と比べて、挑戦者の格など扱いの差は歴然としていた。
一方、日本プロレスの社長である豊登は、日本プロレス協会の会長だった児玉誉士夫や監査役の町井久之らの圧力もあり、大木がNWA世界ヘビー級王座や、それに準じる王座を獲得した場合、大木に2代目力道山を襲名させることを約束した。1967年4月29日、大木はソウルでマーク・ルーインを破ってWWA世界ヘビー級王座を獲得。NWA、AWA、WWWFと並ぶ、当時の四大世界タイトルの1つであるWWAの世界王者になった。
しかし、2代目力道山を襲名させると約束した豊登は、すでに日本プロレスを退社しており、児玉らも警察の暴力団壊滅作戦により、日本プロレスから身を引いていた。また、日本プロレスでは馬場と並んでアントニオ猪木もスター選手として台頭していた時期であった。すでに大木もWWAの世界王座から陥落していたこともあって、馬場や猪木に人気面で劣る大木の力道山襲名は、前社長である豊登の独断によるものとして反故にされた。しかし、この一件でWWAと大木に接点が生まれた。
1970年代、大木は韓国にてアール・メイナードやキラー・トーア・カマタらを相手に、王座を防衛した
。

### 金一プロモーション時代
1980年代、金一プロモーションが管理権を握っていた時期には、南海山と金光植が王座を獲得した。
しかし、現在その管理権を有する韓国プロレスリング連盟は、これらの王座を公式に認めていない。

### 韓国プロレスリング連盟時代
1990年8月11日、韓国プロレスリング連盟ソウル大会で王座が復活して、大木派の1人である李王杓（リー・ワンピョ）が王座決定戦に勝利して第2代王者になった。しかし、1996年頃以降に王座は休止。
2000年3月25日、韓国プロレスリング連盟ソウル大会で行われた大木の引退記念試合で、かつて大木が保持していたWWA世界ヘビー級王座をルー・テーズが独自に復活させて、初代王座決定戦に勝利した李が初代WWA世界ヘビー級王者（韓国版）になった。
2006年11月30日、韓国プロレスリング連盟ソウル大会で休止されていた極東ヘビー級王座は、WWA極東ヘビー級王座に名称を変更。王座決定戦に勝利した魯智深（ノ・ジシム）が第3代王者になった。

## 歴代王者

### 極東ヘビー級王座
| 歴代   | 選手                             | 獲得日付         | 獲得場所 （対戦相手・その他）                        |
| ------ | -------------------------------- | ---------------- | ---------------------------------------------------- |
| 初代   | 金一（キム・イル、大木金太郎）   | 1965年8月10日    | ソウル 王座決定トーナメントで獲得 芳の里（反則勝ち） |
| 非公認 | 南海山（姜成英、カン・スンヤン） | 1981年3月4日以前 | 1980年代空位                                         |
| 非公認 | 金光植（キラー・キム）           | 1987年5月5日以前 |                                                      |
| 第2代  | 李王杓（リー・ワンピョ）         | 1990年8月10日    | ソウル 1996年以降休止                                |

### WWA極東ヘビー級王座
| 歴代  | 選手                     | 獲得日付       | 獲得場所 （対戦相手・その他）                                 |
| ----- | ------------------------ | -------------- | ------------------------------------------------------------- |
| 第3代 | 魯智深（ノ・ジシム）     | 2006年11月30日 | ソウル 王座決定戦で獲得 畠中浩旭 2018年5月5日に負傷のため返上 |
| 第4代 | 金敏浩（キム・ミンホ）   | 2018年5月5日   | ソウル 王座決定トーナメントで獲得 趙經皓                      |
| 第5代 | 趙經皓（ジョ・キョンホ） | 2024年11月30日 | 金浦                                                          |